# ۹۲ (قمری)
۹۲ (قمری)، نود و دومین سال در گاهشماری هجری قمری است. اول محرم این سال برابر با دوم نوامبر سال ۷۱۰ میلادی است.